# كأس ألمانيا 1937
كأس ألمانيا 1937 (بالألمانية: Tschammerpokal 1937)‏ هو الموسم 3 من كأس ألمانيا. أشرف على تنظيمه اتحاد ألمانيا لكرة القدم، وكان عدد الأندية المشاركة فيه 61، وفاز فيه شالكه 04.